# Gianluca Pierobon
Gianluca Pierobon (Gallarate, Llombardia, 2 de març de 1967) és un ciclista italià, ja retirat, que fou professional entre 1989 i 1998. En el seu palmarès destaca una victòria d'etapa al Giro d'Itàlia de 1991. També guanyà una etapa a la Volta a Suïssa de 1994 i a la Tirrena-Adriàtica de 1995.

## Palmarès
- 1985
  -  Campió d'Itàlia en ruta júnior
- 1988
  - 1r al Grafton to Inverell Classic
- 1991
  - Vencedor d'una etapa al Giro d'Itàlia
- 1992
  - 1r al Gran Premi Internacional del Cafè
- 1994
  - Vencedor d'una etapa a la Volta a Suïssa
  - Vencedor d'una etapa a la Volta a Aragó
- 1995
  - Vencedor d'una etapa a la Tirrena-Adriàtica
  - Vencedor d'una etapa a la Ruta Mèxic

### Resultats al Tour de França
- 1997. 133è de la classificació general

### Resultats al Giro d'Itàlia
- 1990. 85è de la classificació general
- 1991. Abandona (15a etapa). Vencedor d'una etapa
- 1994. Abandona (20a etapa)

### Resultats a la Volta a Espanya
- 1994. 104è de la classificació general